# Moody’s Analytics
Moody’s Analytics предоставляет специалистам по рынкам капитала и управлению рисками кредитный анализ, экономические исследования, программные решения для управления финансовыми рисками, а также консультационные услуги. Компания является глобальной организацией с отделениями в Нью-Йорке, Сан-Франциско, Лондоне, Париже, Бразилии, Канаде, Японии, Гонконге, Австралии и Китае. Годовой доход компании составляет около 600 миллионов долларов.

## История
Компания была создана как дочернее предприятие Moody’s Corporation в 2007 году, когда в структуре корпорации сформировались два операционных подразделения: Moody’s Investors Service — рейтинговое агентство, и Moody’s Analytics — дочерняя компания, отвечающая за остальные продукты Moody’s.
В 2002 году корпорация Moody’s приобрела компанию KMV, ранее известную как Kealhofer, McQuown и Vasicek, со штаб-квартирой в Сан-Франциско (штат Калифорния). KMV предоставляет инструменты для количественной оценки и управления кредитными рисками, в том числе, лидирующее решение компании — EDF™ (Expected Default Frequency). В 2005 году в портфель корпорации была добавлена Economy.com, базирующаяся в Вест Честере (штат Пенсильвания). В результате к видам деятельности компании добавились экономические, финансовые, страновые и отраслевые исследования, а также услуги по обработке данных. В 2006 году корпорация приобрела компанию Wall Street Analytics, разрабатывающую программное обеспечение для структурного финансового анализа и мониторинга. Это приобретение расширило линейку продуктов по анализу обеспеченных долговых обязательств, и добавило к аналитическим возможностям программного обеспечения работу с ипотечными и ценными бумагами, обеспеченными активами.
В 2008 году, будучи уже отдельной компанией, Moody’s Analytics приобрела Fermat International, разработчика, предоставляющего во всем мире программное обеспечение для управления рисками и эффективностью деятельности в банковском секторе. Также в 2008 году была приобретена компания Enb Consulting, основанная в 2000 году в Великобритании, предоставляющая образовательные услуги, включая программы развития технических навыков и навыков работы с людьми для специалистов банковского рынка и рынка капитала.
В 2010 году компания Moody’s Analytics приобрела Canadian Securities Institute Global Education Inc. (CSI), компанию с 40-летней историей, лидирующую на канадском рынке услуг по финансовому обучению, аккредитации и сертификации. В числе клиентов компании более 700 000 специалистов.
В 2017 году Moody's купила крупнейший издатель бизнес-информации Bureau van Dijk.

## Высшее руководство
- Марк Алмейда — Президент[3]
- Джеофф Файт — Исполнительный директор, Директор по операционной деятельности[3]

## Сферы экспертизы
- Кредитные исследования и оценка рисков
- Экономический и потребительский кредитный анализ
- Управление рисками на предприятии
- Профессиональные услуги
- Структурный анализ и оценка

Наиболее важные продукты и услуги:
- Кредитные и экономические данные и исследования
- Стандартные и индивидуальные модели оценки вероятности дефолта (RiskCalc Russia)
- Оценка кредитных преимуществ
- Управление портфелем/Модель экономического капитала
- Программное обеспечение для проверки соответствия регулятивным требованиям Базель
- Программное обеспечение ALM (Управление жизненным циклом приложений)
- Консалтинг в сфере риск-менеджмента
- Услуги по проведению тренингов
- Услуги по сертификации (iRSQ)

## Институт стандартов и квалификаций риска (The Institute of Risk Standards and Qualifications — iRSQ)
Институт стандартов и квалификаций риска был основан Moody’s Analytics в 2010 году с целью создания структурированных и точных единых стандартов в сфере финансовых рисков. Основав институт, компания Moody’s Analytics представила глобальную программу сертификации, способную помочь руководителям банков обеспечить высочайший уровень работы с рисками, включающую как технические, так и этические аспекты риск-менеджмента. iRSQ использует практический опыт практикующих специалистов риск-менеджмента и финансовых учреждений для создания квалификаций в области прикладного управления рисками.
Институт был официально признан британским регулятором по вопросам квалификаций OFQUAL (Office of Qualifications and Examinations Regulation) и был рекомендован как единственный образец стандартов образования в прикладном риск-менеджменте Советом по навыкам и знаниям в области финансовых услуг (The Financial Services Skills Council).

## Награды
В 2010 году компании были присуждены следующие награды.
- Risk Technology Rankings 2010 — # 1 в категориях «Соблюдение нормативов Базеля II» «Риски регулятивного капитала»
- Risk Technology Rankings 2010 — # 3 в категории «Расчет экономических рисков»
- Risk Technology Rankings 2010 — # 3 в категории «Управление активами и пассивами»
- Asia Risk Technology Survey 2010 — # 1 в категории «Управление ликвидностью»
- Chartis RiskTech100 2010 — # 1 в общей категории «Кредитные риски»
- Waters Rankings 2010 — «Лучший поставщик решений по кредитным рискам»

## Проведение обучающих конференций в России
C 2010 года Moody’s Analytics проводит цикл обучающих семинаров и конференций, посвященных решениям в сфере управления рисками, для руководителей банков и специалистов по управлению рисками в России:
- Июнь 2010 — «Запуск модели оценки риска дефолта для российских частных компаний — RiskCalс Russia»[11]
- Ноябрь 2010 — «Ключевые шаги для успешного управления рисками»[12][неавторитетный источник]
- Май 2011 — «Передовые методы управления кредитными рисками и прибыльность»[13][неавторитетный источник]

Помимо этого, Moody’s Analytics проводит семинары для финансовых журналистов, для того чтобы помочь представителям СМИ получить объективную информацию об особенностях и подходах управления рисками, дать возможность составить компетентное мнение о процессах, происходящих сегодня в российской банковской системе.
- Ноябрь 2010 — «Необходимость управления кредитными рисками»[14][аффилированный источник? 4792 дня]
- Апрель 2011 — «Внедрение Базель II в российских банках»[15][аффилированный источник? 4792 дня]
- Май 2011 — «Управление качеством кредитного портфеля»[16][аффилированный источник? 4792 дня]